# Arvelig nonpolypøs tyk- og endetarmskræft
Hereditær Non Polypøs Colorectal Cancer (HNPCC), også kendt som Lynch-syndrom, er en betegnelse, der dækker over flere former for arvelig kræft. Fælles for alle med HNPCC er, at de har arvet en forhøjet risiko for at få kræft, primært i endetarm og tyktarm. I nogle familier er der også en øget risiko for andre former for kræft, f.eks. kræft i livmoder, urinveje og æggestokke.
| Sygdom | Spire Denne artikel om sygdom er en spire som bør udbygges. Du er velkommen til at hjælpe Wikipedia ved at udvide den. |